# Entomophagie
Ne doit pas être confondu avec Insecte entomophage ou Insectes-aliments.

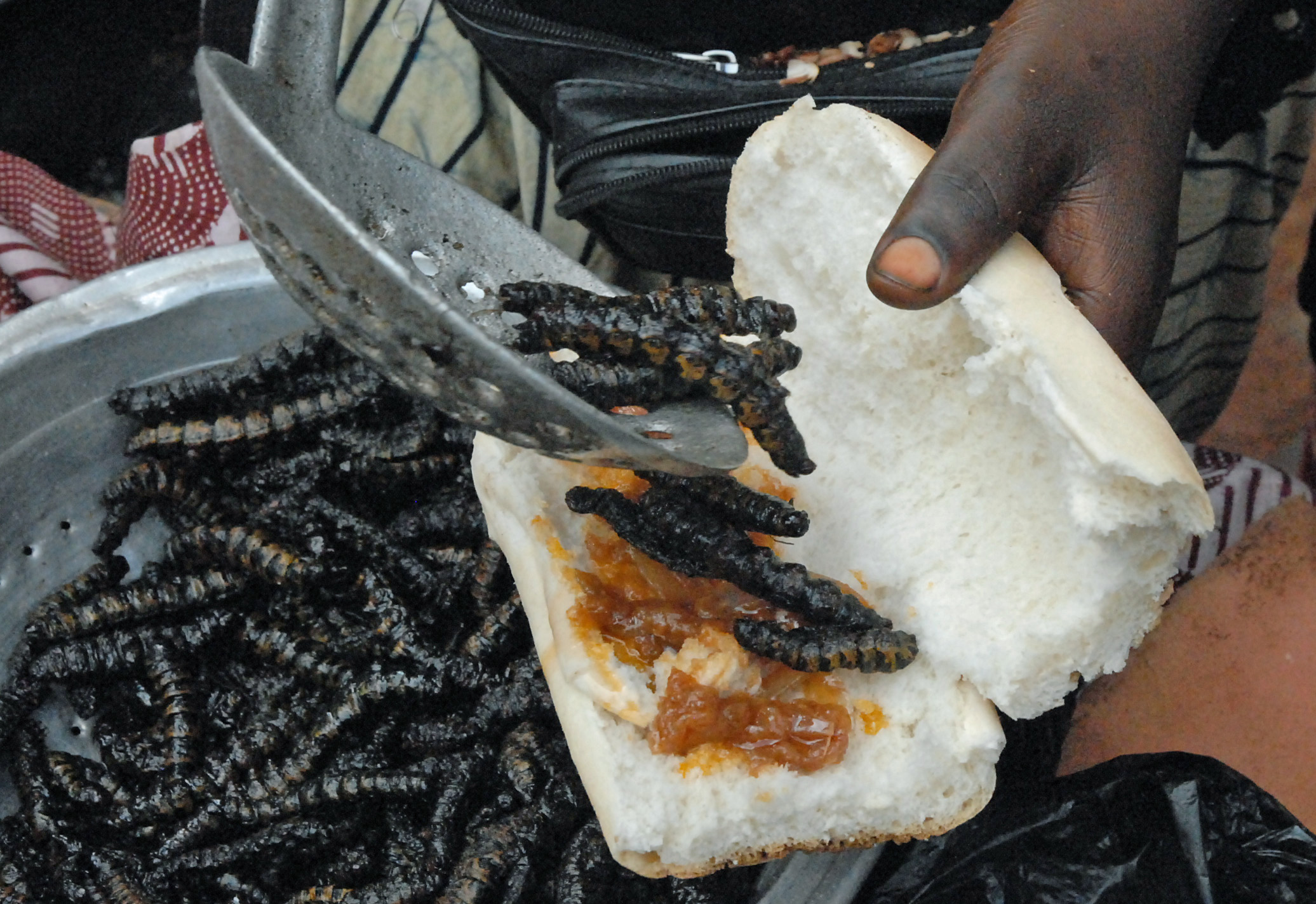
Sandwich avec des chenilles de karité frites à la gare routière de Boromo au Burkina Faso.

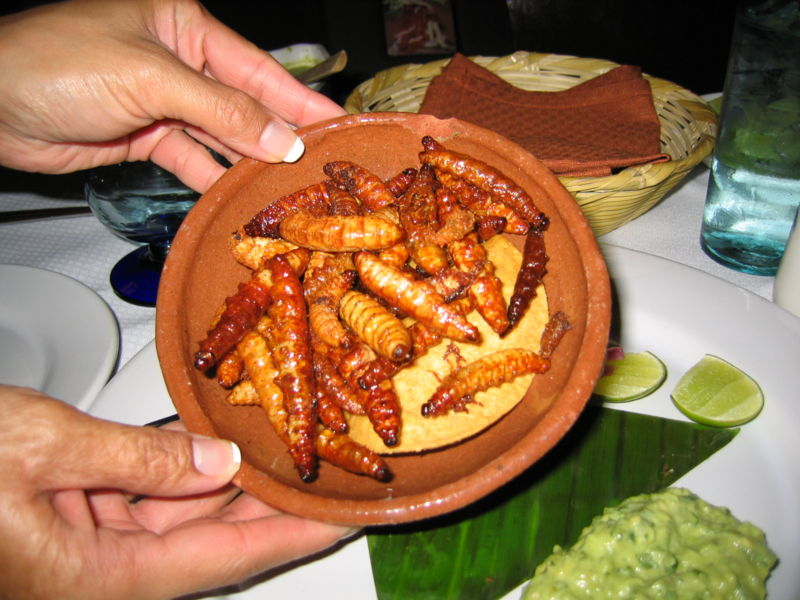
Ver du maguey, dans un restaurant à Polanco, Mexico.

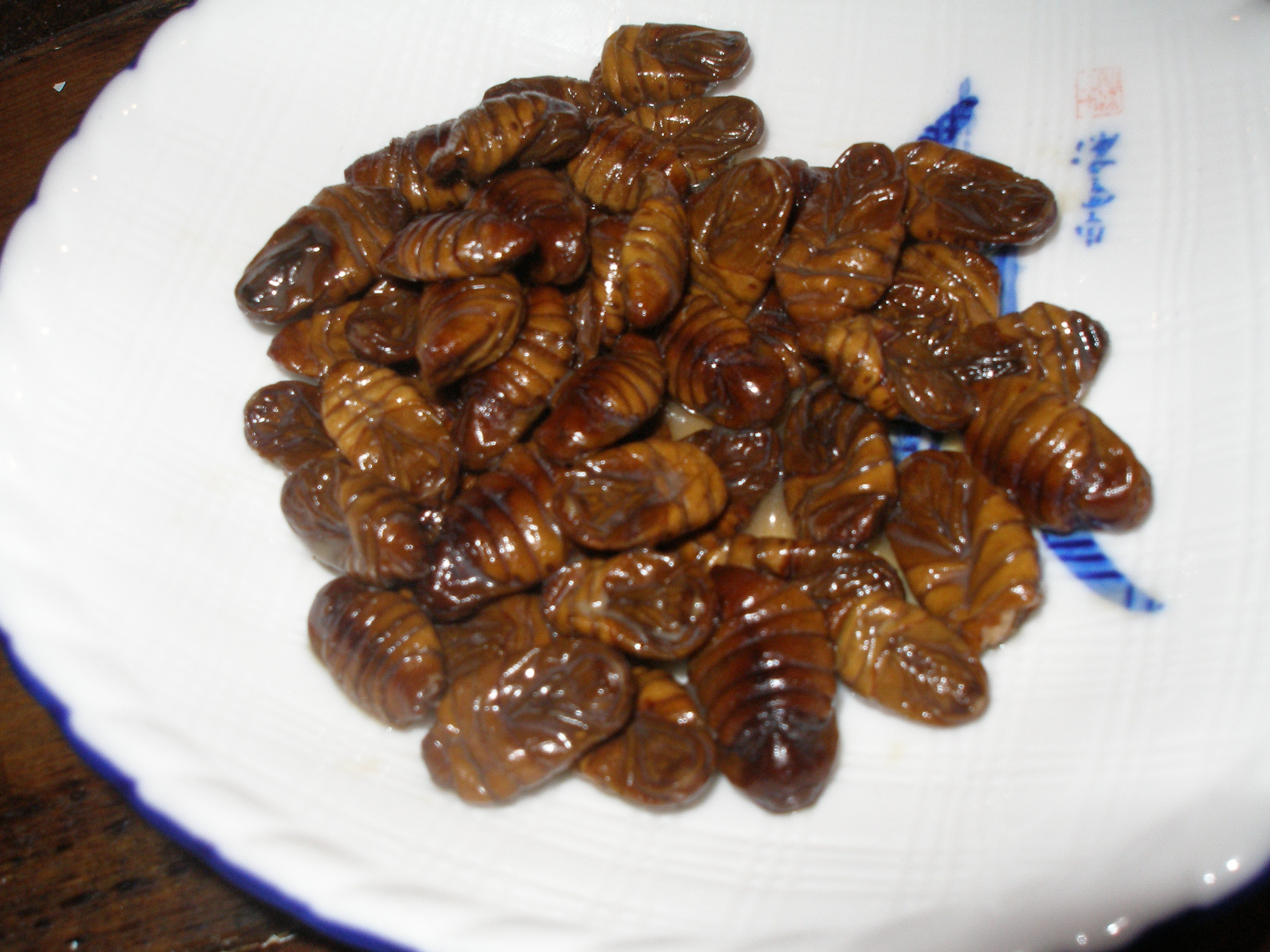
Pupes de ver à soie cuisinées en Corée.

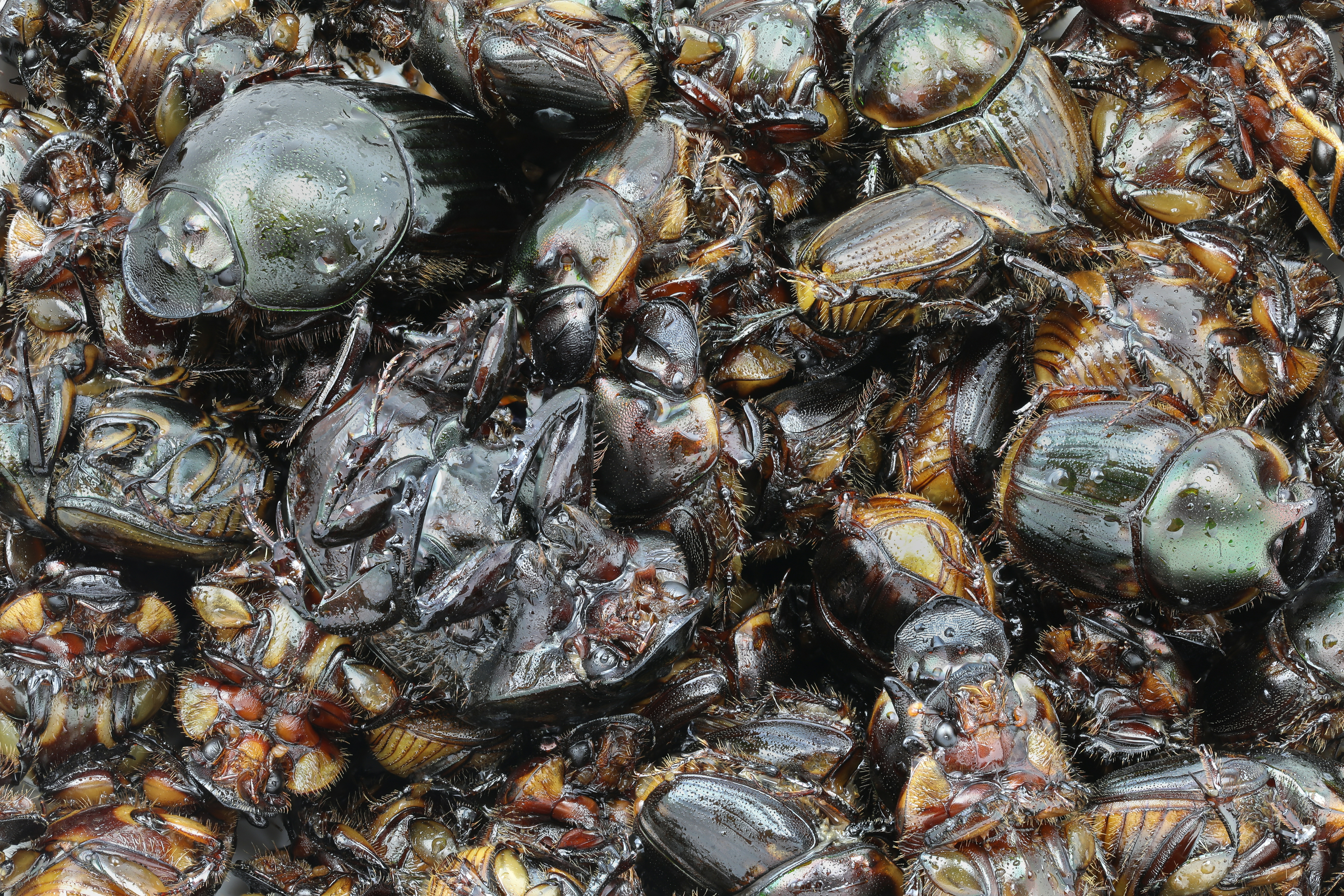
Scarabées frits dans la cuisine laotienne.

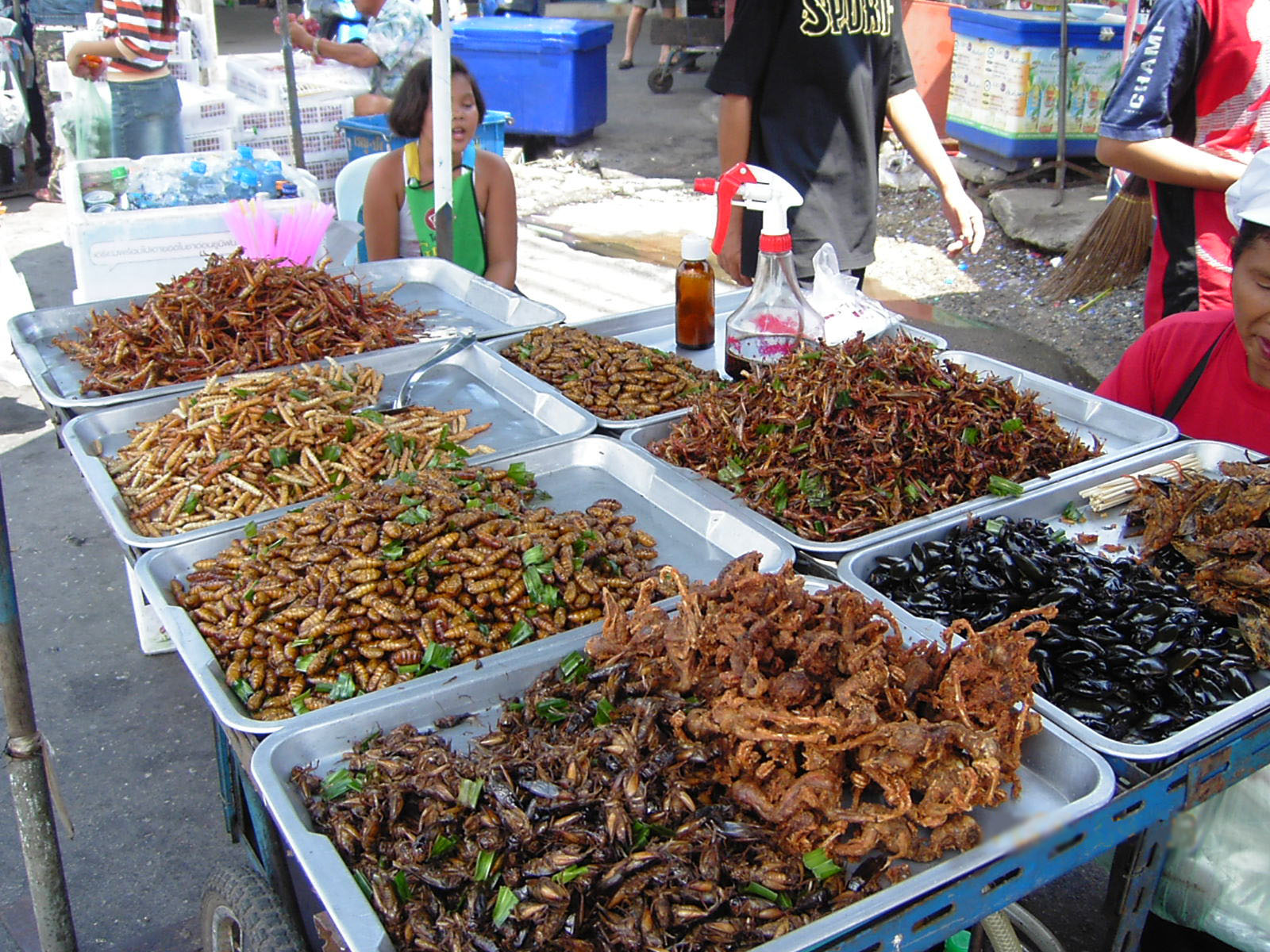
Insectes frits sur un marché de Bangkok en Thaïlande.

L’entomophagie est la consommation d'insectes par l'être humain,. Dans le cas de la consommation d'insectes par les animaux, on parle plutôt d'un régime alimentaire insectivore, sauf dans le cas d'un insecte entomophage, parasitoïde ou polyphage.
La consommation volontaire d'insectes est habituelle dans de nombreuses régions d'Afrique, d'Asie, d'Amérique, ainsi que chez les Aborigènes d'Australie. Dans les pays occidentaux, hormis le cas des cochenilles Dactylopius coccus et Kermes vermilio largement consommées comme colorant alimentaire, elle reste cependant un phénomène marginal. En effet, malgré la mondialisation, la consommation d'arthropodes terrestres y est encore considérée comme un tabou alimentaire, ce qui n'est en revanche pas le cas de celle des arthropodes aquatiques comme les écrevisses ou les crevettes.
En ce qui concerne l'humanité, la plupart des peuples consomment des insectes, parfois recherchés comme des friandises. On a recensé plus de 1 900 espèces appartenant à 628 genres et 112 familles consommés par 3 000 ethnies différentes et faisant partie de la consommation alimentaire régulière d'au moins 2 milliards de personnes, et de 4 milliards de personnes en tenant compte de ceux qui en consomment de manière plus occasionnelle. Ce nombre d'espèces constitue une estimation conservatrice, un biais culturel concernant l’entomophagie pourrait ne pas motiver à chercher une identification précise des espèces consommées.
Les groupes d'insectes les plus consommés (insectes alimentaires) sont les coléoptères (31 %, dont la moitié appartiennent aux familles des Cerambycidae et des Scarabaeidae), les lépidoptères (papillons, mais mangés surtout sous forme de chenille ou de chrysalide), les hyménoptères (la majorité étant des meliponini, abeilles sans dard), les orthoptères (surtout des sauterelles et des criquets - famille des Acrididae) et quelques autres groupes dont les termites et les hémiptères. Par extension, la consommation d'autres arthropodes (scorpions, araignées…) est similaire.
Depuis 2008, l'Organisation des Nations unies pour l'alimentation et l'agriculture soutient le développement de la consommation des insectes dans tous les pays du monde, pour des raisons économiques et écologiques, mais la pertinence de ces arguments est contestée par des recherches récentes en la matière.
En avril 2018, le Persistence Market Research a publié un rapport faisant état d'une évolution importante du marché de la consommation d'insectes. Celui-ci devrait atteindre 722 millions de dollars d'ici 2024.
L'industrie centrée sur les insectes comme aliment destiné à nourrir les animaux d'élevage ou les humains poursuit une croissance importante, mais une méta-analyse montrant que les insectes sont des êtres qui ressentent la souffrance vient poser de nouvelles questions éthiques.

## Histoire
Avant que les humains aient des outils pour la chasse ou l'agriculture, les insectes pourraient avoir représenté une partie importante de leur régime alimentaire, comme l'attestent les nombreux fragments d'insectes (coléoptères, criquets, poux, tiques, mites) retrouvés dans les coprolithes humains de grottes aux États-Unis 9 500 ans BP et au Mexique 5 400 ans BP. Les ancêtres de l'Homo sapiens actuel s'adonnaient probablement à l'entomophagie opportuniste. Certains chercheurs suggèrent que les premiers primates étaient des animaux nocturnes arboricoles insectivores, comme le sont certains primates actuels, tels les ouistitis et les tamarins, qui sont insectivores à des degrés divers.
On trouve des allusions à un tel régime insectivore dès l'Antiquité. Sur une œuvre assyrienne datée d'environ 700 av. J.-C. représentant un festin, les sauterelles apparaissent comme un mets raffiné[réf. nécessaire]. La Bible et le Coran font état des insectes dans l'alimentation, et plus particulièrement des sauterelles, preuve du rôle que ces insectes ont joué à certaines époques dans certaines civilisations au point de vue alimentaire. Ainsi, lorsqu'il était dans le désert, Jean le Baptiste « vivait de sauterelles (criquets) et de miel sauvage ». Les Grecs et les Romains mangeaient des insectes, tels que des abeilles et des cigales, ainsi que leurs larves. Aristote vante les femelles de cigales pleines d'œufs et les mâles avant l'accouplement étaient plus spécialement recherchés chez les Grecs, tandis que Pline l'Ancien raconte dans son Histoire naturelle que les gros vers du chêne rouvre sont un mets recherché par les Romains. Les Cossidae (du latin cossus) étaient aussi très prisés, notamment par les Épicuriens. Ils étaient partiellement engraissés avec de la farine. Toutefois, ce terme a aussi pu désigner d'autres chenilles de papillons xylophages et des vers du Lucane cerf-volant (Lucanus cervus),.
À la même période, les Israélites refusaient de consommer des insectes. En effet, ils n'étaient pas considérés comme casher, à l'exception de quatre espèces de sauterelles bien précises. De nos jours, cet interdit figure encore parmi les lois alimentaires juives.
Au XVIIIe siècle, la consommation d'insectes est recommandée pour ses vertus médicinales. La pharmacologie populaire française comporte alors des hannetons séchés ou de l'huile de hanneton dans la lutte contre différentes maladies (rage, goutte…). L'entomologiste Jean-Henri Fabre rappelle dans ses Souvenirs entomologiques un repas en famille durant lequel des larves de l'ergate forgeron (Ergates faber) sont grillées sur des brochettes. Fabre les considère comme un mets excellent à saveur d'amande, relevé d'un vague arôme de vanille, n'était la peau qui laisse à désirer, tant elle est coriace.
Si la consommation d'insectes a disparu des tables des hautes classes de la société occidentale, elle s'est maintenue longtemps parmi les paysans, bien que de manière marginale. Par exemple, certains vieux fromages dans lesquels se développent des asticots étaient consommés. Cette habitude s'est conservée dans le casgiu merzu, fromage de Corse du Sud.
Bien que les insectes soient généralement considérés comme des sources alimentaires de faible rendement énergétique (à cause de leur petite taille par rapport au coût énergétique de leur collecte) par rapport au gibier, leur abondance (dans les forêts tropicales, la biomasse d'insectes est quatre fois plus élevée que celle des vertébrés) et le développement de techniques de collecte de masse invitent les chercheurs à réinterpréter leur importance dans l'alimentation humaine dans la littérature archéologique et anthropologique.

## Qualité

### Arguments nutritionnels
Les insectes sont les animaux les plus abondants sur Terre. On les trouve partout dans le monde, à l'exception des régions polaires. Les insectes (principalement les chenilles) sont majoritairement constitués de protéines, composées de tous les acides aminés essentiels, et contiennent des fibres alimentaires sous la forme d'un polysaccharide appelé chitine. Ils sont pauvres en glucides et seules de rares espèces contiennent une grande quantité de masse grasse. La teneur moyenne en énergie (matière sèche) des insectes est de 460 kcal/100 g. Ainsi, ils apportent autant de protéines que les œufs, le lait ou que la viande de mammifère, d'oiseau ou de poisson. Il n'est donc pas étonnant que l'Organisation des Nations unies pour l'alimentation et l'agriculture les recommande pour leur grande valeur nutritive. La plupart des insectes sont comestibles.
Par contre certains insectes sont toxiques. Les Cantharides (famille des meloidae) contiennent de la cantharidine, substance provoquant des irritations et lésions parfois mortelles. D’autres insectes peuvent contenir les substances toxiques provenant des plantes qu’ils ont ingérées, en particulier des familles des Apiaceae, Fabaceae, Euphorbiaceae et Convolvulaceae. Les insectes qui injectent du venin (famille des Vespidae) sont dangereux par leurs glandes vénéneuses.

### Arguments économiques
Quelques spécialistes estiment que la consommation d’insectes devrait être intégrée aux programmes de développement. Afin de lutter contre la malnutrition dans les régions tropicales et subtropicales, la FAO encourage l'élevage et la consommation d'insectes par le biais de programmes tels que Edible Insects. De plus, l'élevage d'insectes comestibles offre des possibilités économiques à la population locale car, à petite échelle, cette activité demande peu d'investissement technique. Les produits peuvent être vendus sur les marchés locaux et constituent ainsi une source importante de revenus pour les petits agriculteurs. L'Union européenne participe financièrement à ces recherches à hauteur de 4 millions d'euros.
La valorisation de cette consommation passerait par la mise en place de programmes de production de masse, sous réserve que les insectes ne concentrent pas eux-mêmes de produits toxiques pour l'humain. Dans le cas de Anaphe venata, un papillon de la famille des Notodontidae, cette production permettrait de contrebalancer la régression de son arbre hôte, Triplochiton scleroxylon.
L’occidentalisation des sociétés traditionnelles produit des effets contradictoires. Dans certains cas, les élites ne sont pas enclines à consommer des insectes, invoquant des questions de modernité. Dans d’autres cas, comme le note Silow (1976) en Zambie, le mouvement de libération nationale s’accompagne de l’appropriation de ces traditions ancestrales[réf. nécessaire].

### Entomophagie et qualité sanitaire
Mais, comme toute source alimentaire, la consommation d’insectes doit répondre aux mêmes exigences de qualité sanitaire que d’autres produits. Ainsi, une étude d’Adamolekum (1993) montre que la consommation de chenille d’Anaphe venata pourrait avoir un lien avec le syndrome saisonnier ataxique.

### Protection de la biodiversité
Le lien entre l’entomophagie et la protection de la biodiversité a été soulignée par divers auteurs. Ainsi, au Malawi, le service responsable des parcs et réserves du pays a permis, au début des années 1990, la récolte des chenilles et l’apiculture à l’intérieur du parc national de Kasungu dans le but d’augmenter le revenu des familles, tout en contribuant à la protection de l’environnement. Alors que les chenilles deviennent presque impossibles à trouver en dehors du parc à cause de la disparition de leurs arbres hôtes, tout comme l’apiculture est devenue presque impossible à cause de la réduction du nombre de plantes hôtes, toutes les familles vivant dans le parc pratiquent l’apiculture et ont recours aux produits de la forêt[réf. nécessaire].

### Entomophagie et effet de serre
L'agriculture d’élevage produirait environ 18 % du dioxyde de carbone et 64 % des émissions d'ammoniac produites par l'humain[réf. nécessaire]. En 2010, une étude portant sur la production de gaz à effet de serre découlant de l'élevage de cinq espèces d’insectes (Tenebrio molitor, Acheta domesticus, Locusta migratoria, Pachnoda marginata et Blaptica dubia) montre que quatre d’entre elles n'émettent, par kilogramme de gain de masse, que 1 % de la quantité émise par les ruminants.

## Dans le monde

### En Afrique
De nombreux insectes sont consommés de manière régulière dans plusieurs pays africains, notamment au Nigeria,, : termites cuits ou crus (la reine est considérée comme particulièrement délicieuse), sauterelles rôties ou bien les larves épaisses du charançon à palmiers (Rhynchophorus ferrugineus).
Le « riz des bushmen » (Bushman rice, Bushman's rice ou Hottentots rice en anglais) du peuple San est fait à base de pupes de différentes espèces de termites, à l'aspect similaire à des grains de riz.

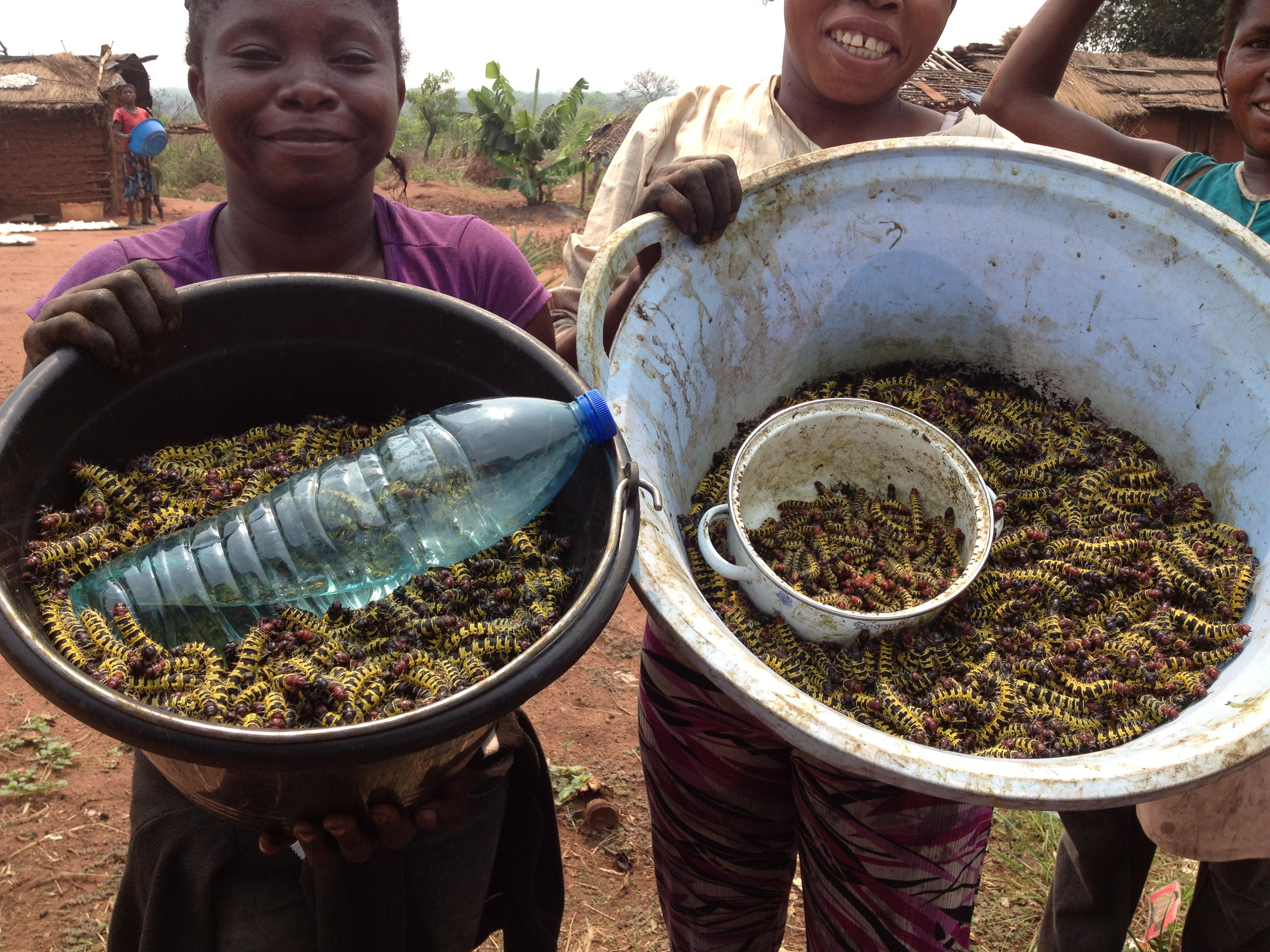
Macossos (Angola)
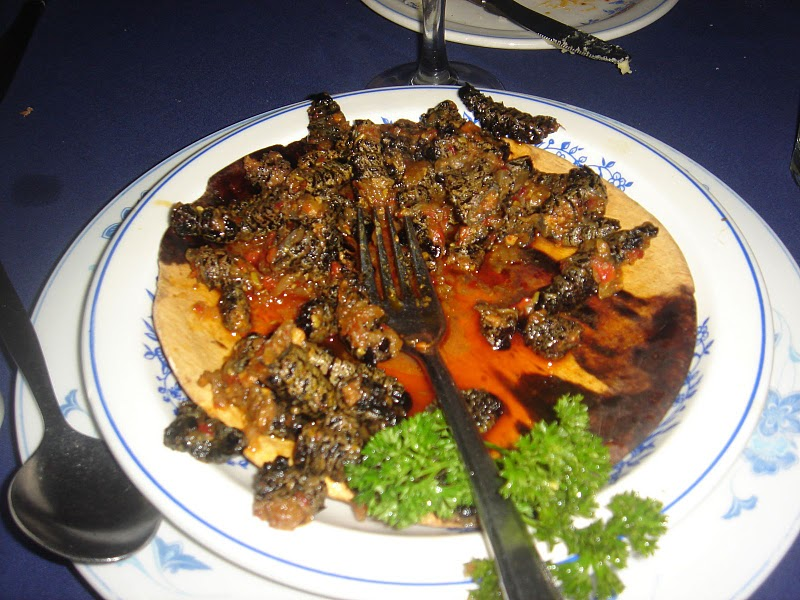
Mopanes (Afrique du Sud)
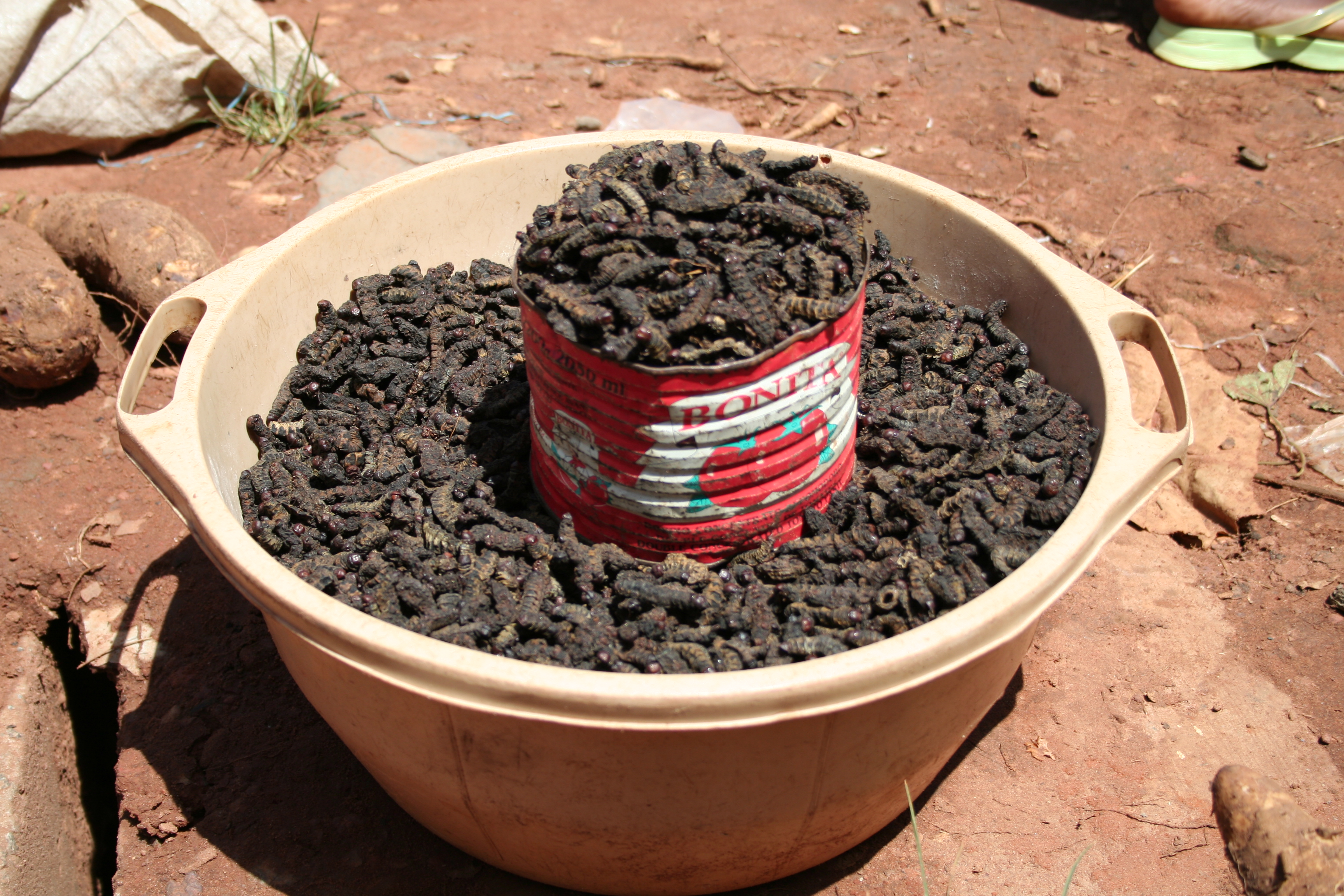
Chenilles (Burkina Faso)
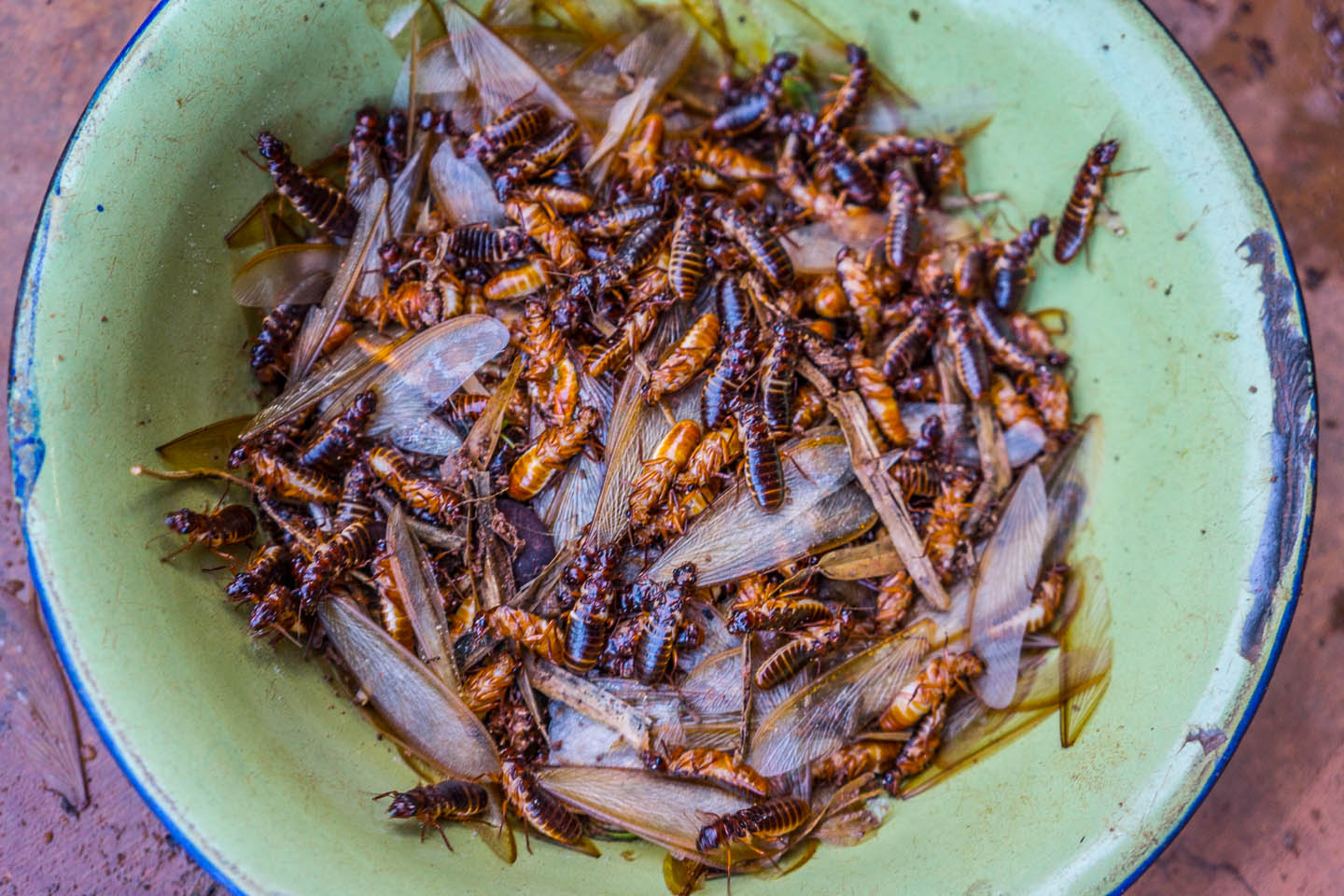
Ngumbi (Mozambique)
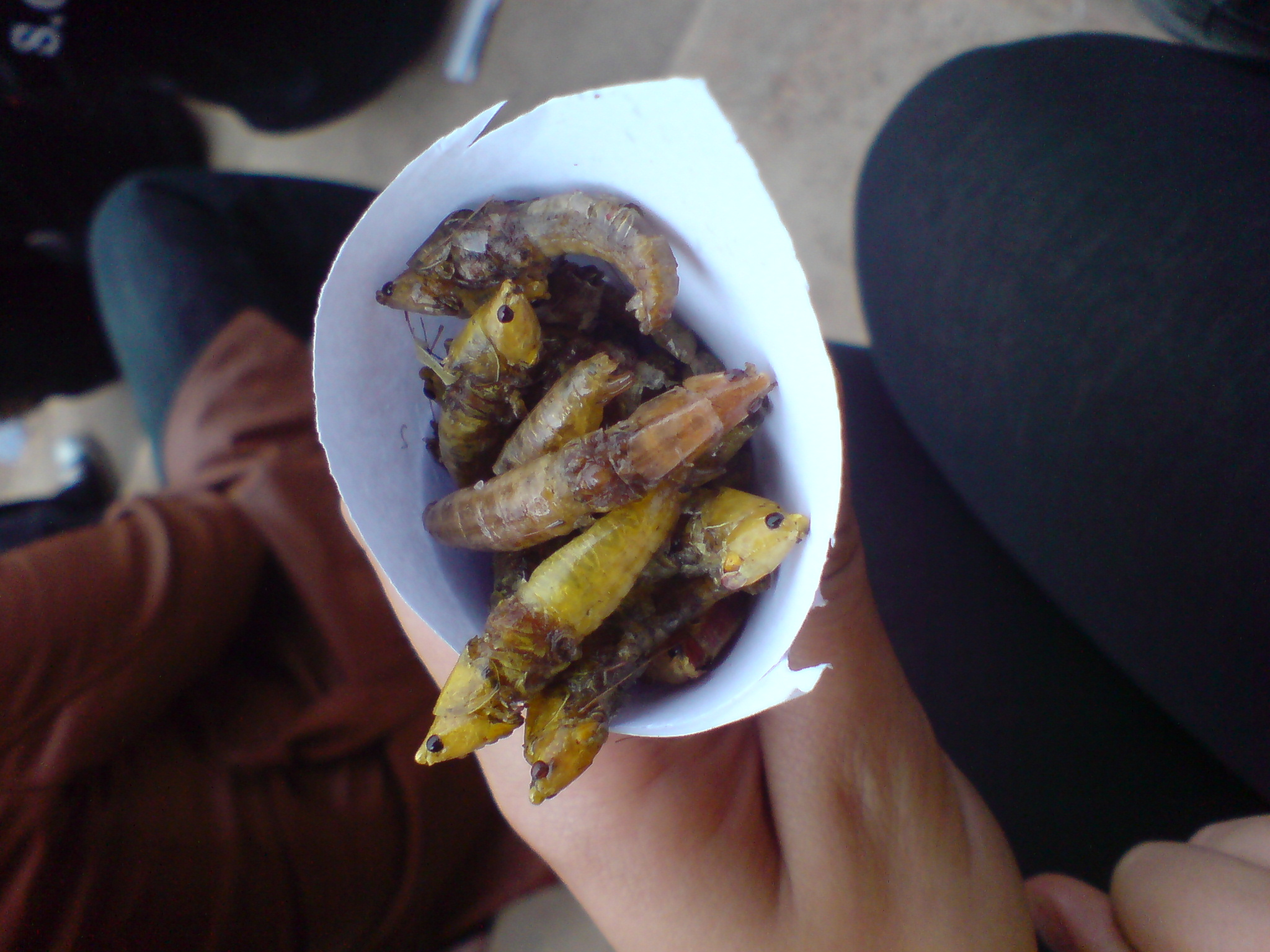
Sauterelles (Ouganda)
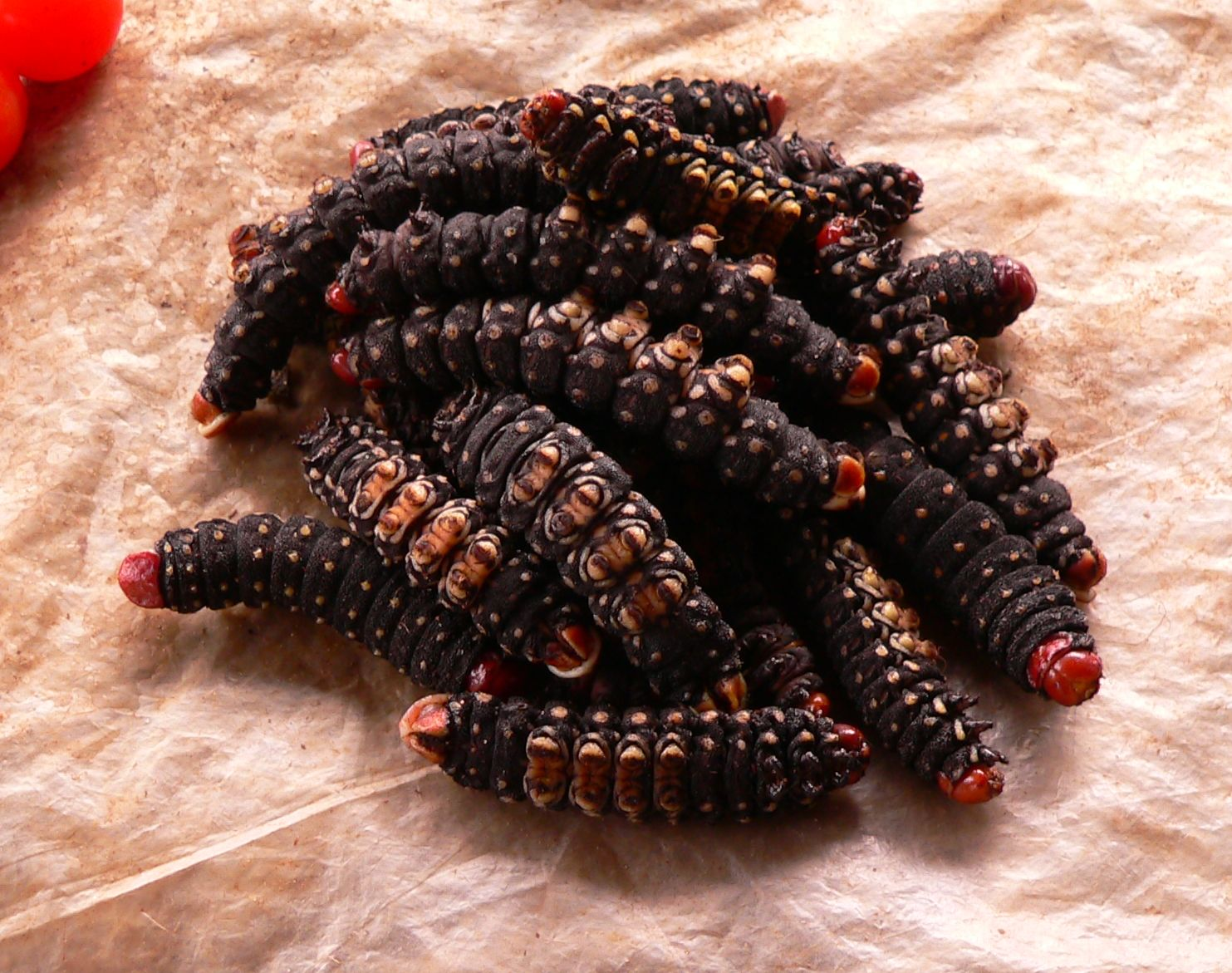
Mbinzo (RDC)

#### Afrique du Sud
Les Pedi considèrent que les insectes sont supérieurs aux autres mets. Lors des périodes de récolte des chenilles Gonombrasia belina, la vente de bœuf connaît une baisse sensible. Une estimation des années 1960 indiquait que plus de 1 600 tonnes de chenilles de cette espèce étaient récoltées chaque année, chiffre ne tenant pas compte des chenilles directement consommées par les récoltants. Des centaines de tonnes, récoltées en Afrique du Sud et au Botswana, étaient commercialisées en Zambie et au Zimbabwe.
Le Cap abrite aujourd'hui l'une des entreprises les plus en pointe sur le marché, AgriProtein Technologies, qui a construit, avec une aide importante de la Bill & Melinda Gates Foundation, une énorme usine de production d'Hermetia illucens (« mouches soldat-noir ») destinées à l'alimentation animale.

#### Angola
Oliveira et al. (1976) signalent quelques espèces qui sont consommées : un termite (Macrotermes subhyalinus), une larve de Curculionidae vivant dans les palmiers (Rhynchophorus phoenicis) et une chenille (Usta terpsichore).

#### La Réunion
Les nids de guêpes maçonnes (Polistes hebraeus) sont recherchés de janvier à mars (été austral) et les larves sont consommées frites ou « en rougail » (avec tomates et épices). Les nids sont parfois vendus sur le bord de la route, enfilés sur une tige de graminée. Les « zendettes » (larves de gros coléoptères xylophages, comme le « ton jacques » (Batocera rufomaculata)), sont encore parfois consommées, ainsi que la larve d'un gros charançon originaire de Madagascar, Aphiocephalus limbatus, qui se développe dans les fruits du vacoa (Pandanus utilis).
La chasse aux nids de guêpes, rod lo gèp, est inscrite à l'inventaire du patrimoine culturel immatériel en France depuis 2023.

#### Malawi
De nombreuses espèces d’insectes sont consommées au Malawi, parfois de façon saisonnière. La consommation de chenilles de Gonimbrasia belina et de Gynanisa maja, dans le parc de Kasungu, se fait de la mi-octobre à décembre, au moment de l’année où les réserves alimentaires sont au plus bas. De plus, l’autorisation de la récolte des chenilles par les responsables du parc contribue au maintien de la biodiversité[réf. nécessaire].
Il y a aussi consommation des adultes du diptère Chaoborus edulis, notamment en gâteau de mouches.

#### Nigeria
L’entomophagie est largement répandue au Nigeria, mais est plus commune dans les zones rurales que dans les zones urbaines. Comme ailleurs, les couches sociales les plus éduquées sont aussi celles qui abandonnent le plus volontiers l’entomophagie, considérée comme faisant partie du passé[réf. nécessaire].
Comme dans d’autres pays africains, les chenilles de Cirina forda sont très prisées et sont vendues, au poids, deux fois plus cher que la viande de bœuf.

#### République centrafricaine
Les chenilles des espèces Anaphae spp. et Imbresia oyemensis peuvent être commercialisées pour la consommation.

#### République démocratique du Congo(Zaïre)
Plus de 65 espèces appartenant à au moins 22 familles différentes sont consommées en République démocratique du Congo. Une étude de 1961 estime que les insectes représentent 10 % des protéines d'origine animale consommées par les populations de ce pays, soit 5 000 tonnes métriques. Cette part varie fortement en fonction des régions du Congo, atteignant 64 % à certains endroits. Une autre étude de 1980 liste 35 espèces différentes de chenilles consommées dans le sud du pays. Connaissant les besoins écologiques de certaines espèces, les habitants vont chercher des jeunes chenilles dans la région pour les installer sur un arbre de l'espèce dont elles se nourrissent à proximité de leur domicile. Chez les Yansi, la consommation de chenilles est considérée comme la règle, et celle de viande comme l’exception.

#### République du Congo
En République du Congo, les chenilles de certaines espèces de Saturniidae, de Sphingidae, de Notodontidae et d'Hesperiidae sont consommées. La consommation de chenilles autour de Brazzaville a été estimée à 30 grammes par jour et par personne. Dans les marchés, on trouve notamment des orthoptères ; la larve de Rhynchophorus phoenicis est très recherchée et se vend à un prix élevé.

#### Zambie
En Zambie, la consommation de chenilles se fait durant la saison humide, soit de novembre à février, et constitue alors l’une des principales sources de protéines (plus de 30 % de leur poids sec). Les Mbunda distinguent 31 espèces de chenilles, dont 7 font l’objet d’un véritable commerce. Les Mbunda, les Nkangala, les Lucazi, les Luvale, les Cokwe et les Yauma estiment que les termites (des adultes sexués de Macrotermes sp.) constituent la meilleure des nourritures, plus délicieuse que la viande ou le poisson. Seules quelques espèces de chenilles peuvent leur être comparées.

#### Madagascar
À Madagascar, certaines ethnies (il en existe 18) consomment des larves de plusieurs insectes. La larve la plus prisée est celle de la guêpe locale Polistes hebraeus, qui se récolte en groupe avec le nid. Les andettes, zendètes, des larves de longicornes consommatrices de bois en décomposition, sont récoltées une par une dans les milieux naturels des Hauts : une espèce indigène, Megopis mutica, une espèce acclimatée Batocera rufomaculata, et éventuellement d'une espèce de charançon, Aphiocephalus limbatus, également consommée à l'île de La Réunion[réf. incomplète].
Habituellement ces larves sont consommées frites au beurre ou au beurre à l'ail et persil.
Dans le nord-est de l'île, plus particulièrement dans la région d'Antalaha, on a l'habitude de consommer une espèce de fulgorelle appelée Sakondry (Pyrops tenebrosa), bouillie puis frite dans sa graisse.

#### Ouganda
En Ouganda, la sauterelle demeure une ressource alimentaire importante, et sa chasse bisannuelle une importante source de revenus.
« La consommation d’insectes est une réponse à la raréfaction des ressources naturelles : il faut 8 kilos d’aliments pour produire 1 kilo de viande bovine, seulement 2 kilos pour produire 1 kilo d’insectes. »

### En Amérique

#### Colombie
Les Yukpa, de l’est du pays, consomment au moins 25 espèces différentes, appartenant à 22 genres répartis en 7 ordres. La consommation varie parfois de façon saisonnière et suivant le sexe. Les Tukanoan consomment plus de vingt espèces, qui représentent une moyenne annuelle de 5 à 7 % des protéines consommées, mais cette part peut atteindre 12 % pour les hommes et 26 % pour les femmes.
Le département de Santander est connu pour ses hormiga culona (qu'on peut traduire par « fourmi à gros derrière »), Atta laevigata, une fourmi coupeuse de feuille. Seules les reines sont consommées. Elles sont récoltées lors de leur vol nuptial. Elles sont cuites à la poêle. On leur attribue des propriétés aphrodisiaques.

#### Au Mexique et en Amérique centrale

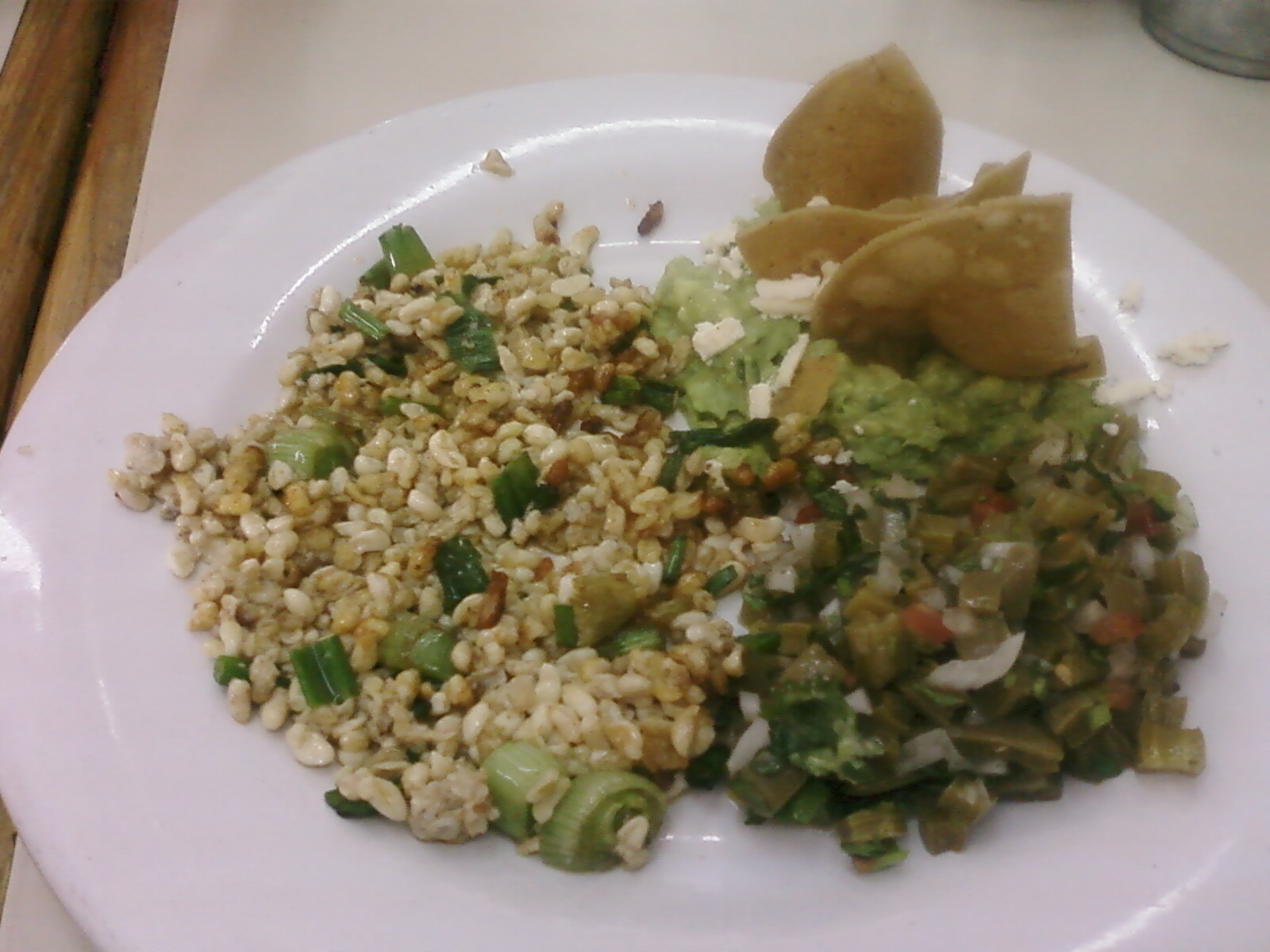
Escamoles au beurre.

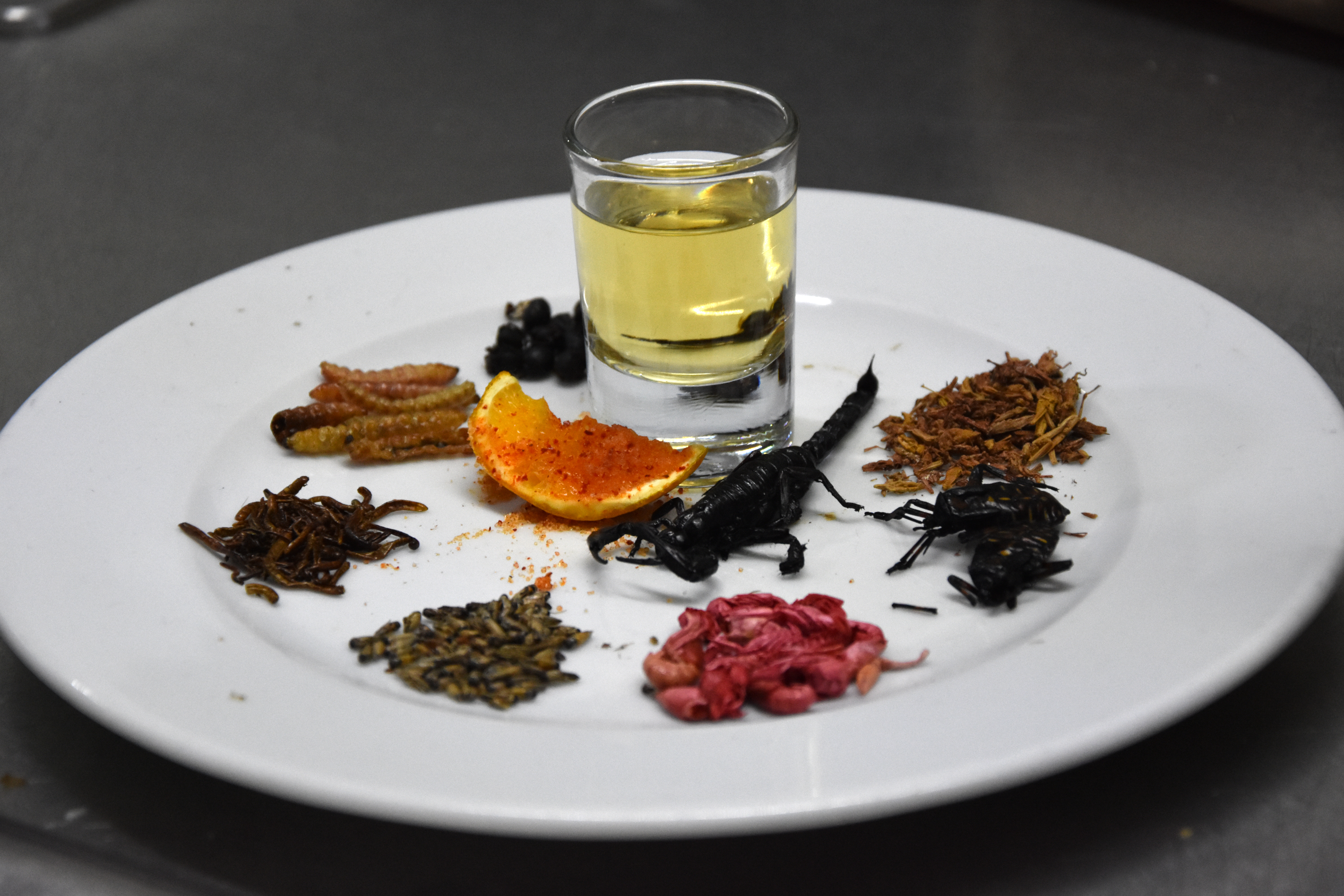
Délices entomophagiques offerts au marché de San Juan, Mexico

Au Mexique, où les insectes sont parfois vendus plus cher sur les marchés que la viande de qualité, les « chenilles d'agave » (chenilles des Comadia redtenbacheri), entrent dans la composition du mezcal, un alcool fabriqué à partir de l'agave. Ces chenilles sont probablement considérées comme comestibles depuis la période aztèque,. Les plats utilisant ces chenilles sont appelés axacayatl.
Dans les restaurants huppés, les larves de fourmis sont mélangées à de l'huile et de l'ail, puis servies avec des tortillas en guise d'entrée raffinée (et très chère). Ce plat, appelé escamoles, est souvent surnommé « caviar mexicain ». Les sauterelles au chocolat, servies dans le sud du Mexique et au Guatemala, sont des friandises très appréciées par les enfants et un exemple notable de plat à base d'insectes. Le goût de Lethocerus indicus et de Corisella mercenaria est réputé très fort. Les chapulines sont des criquets consommés frits avec des piments, de l'ail ou du jus de citron.

##### Les « vers » des bouteilles demezcal
Les producteurs ajoutent toujours une chenille du papillon ravageur de l'agave Hypopta agavis (en espagnol chilocuil, chinicuil, ou tecol, mots provenant du nahuatl). Ces larves se nourrissent des feuilles succulentes de la maguey. Ils ne sont pas considérés comme des ravageurs, puisqu'ils sont utilisés dans la cuisine traditionnelle nord-mexicaine. Les chenilles rouges sont connues comme gusanos rojos, « vers rouges », donnant ce nom à une marque populaire de mezcal. La chenille est également consommée frite, comme friandise (d'ailleurs assez coûteuse), par exemple à l'apéritif.
Il y a une deuxième espèce de « vers » placés dans les bouteilles de mezcal, apportant une couleur et saveur unique au breuvage. L'autre espèce de larve, moins appréciée, est celle de Scyphophorus acupunctatus, un coléoptère de la famille des curculionidés.

### En Asie

#### Chine
Les Chinois élaborent un thé réputé posséder des vertus diététiques à partir d'excréments de chenilles de papillons nocturnes du genre Hydrillodes, le chōng cha, ou thé de vers.

#### Thaïlande
La Thaïlande est sans conteste "le pays des insectes" : 20 000 agriculteurs en élèvent 7 000 tonnes par an pour la consommation humaine.
En Thaïlande, l’entomophagie est de coutume et les insectes sont d’ailleurs présents dans les supermarchés. Par ailleurs des vendeurs ambulants se promènent à vélo pour vendre leurs insectes la nuit en « grignotage ».[réf. nécessaire]
En Thaïlande, les cafards, les insectes de la famille des Hydrophilidae et de nombreuses larves sont cuisinés de différentes façons et sont vendus « à emporter » sur des étals de rue. Certains Belostomatidae sont considérés comme de véritables friandises.

#### Indonésie
- Les larves, prénymphes et nymphes des fourmis tisserandes fraîchement collectées (Oecophylla smaragdina) sont encore parfois consommées à Java et à Bali.
- Les larves peuvent être frites avec des épices et consommées avec du riz. De l’eau bouillante ajoutée à un demi-verre de fourmis vivantes constituerait un remède efficace contre le diabète dans l'ouest de Java[63].
- Les odonates, principalement les espèces des genres Anax, Crocothemis et Neurothemis[64] étaient jusque dans les années 1970 fréquemment consommées à Bali. Les larves et les adultes sont cuisinés le plus souvent en friture[63].

#### Japon

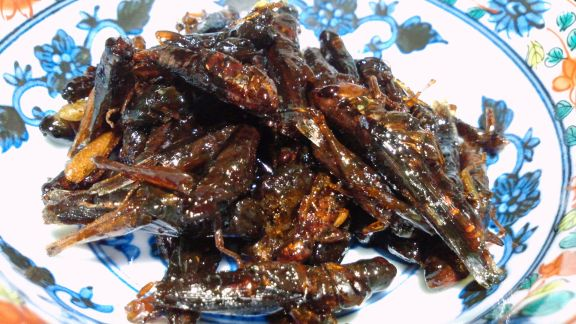
Locustes bouillis dans de la sauce soja et du sucre (Inago no tsukudani).

En 1919, un rapport officiel énumère comme comestibles au Japon 55 espèces d’insectes, notamment des sauterelles et des larves de coléoptères. Actuellement, seuls les frelons et les guêpes semblent être régulièrement mangés au Japon.
Au Japon, les larves et les nymphes des guêpes du genre Vespula sont mangées en automne dans des villages des préfectures de Nagano, Aichi, Shizuoka et Yamanashi. On les consomme bouillies avec du saké, du sucre et de la sauce soja, mélangées à du riz, parfois sous forme de sushi (Oshi sushi et Hoba sushi), ou comme base de sauce pour des gâteaux de riz (Hebo-dare Gohei-mochi).
Après avoir retiré les intestins des frelons, on les cuit en sukiyaki et en tempura. Il existe aussi une liqueur à base de frelons.

#### Laos

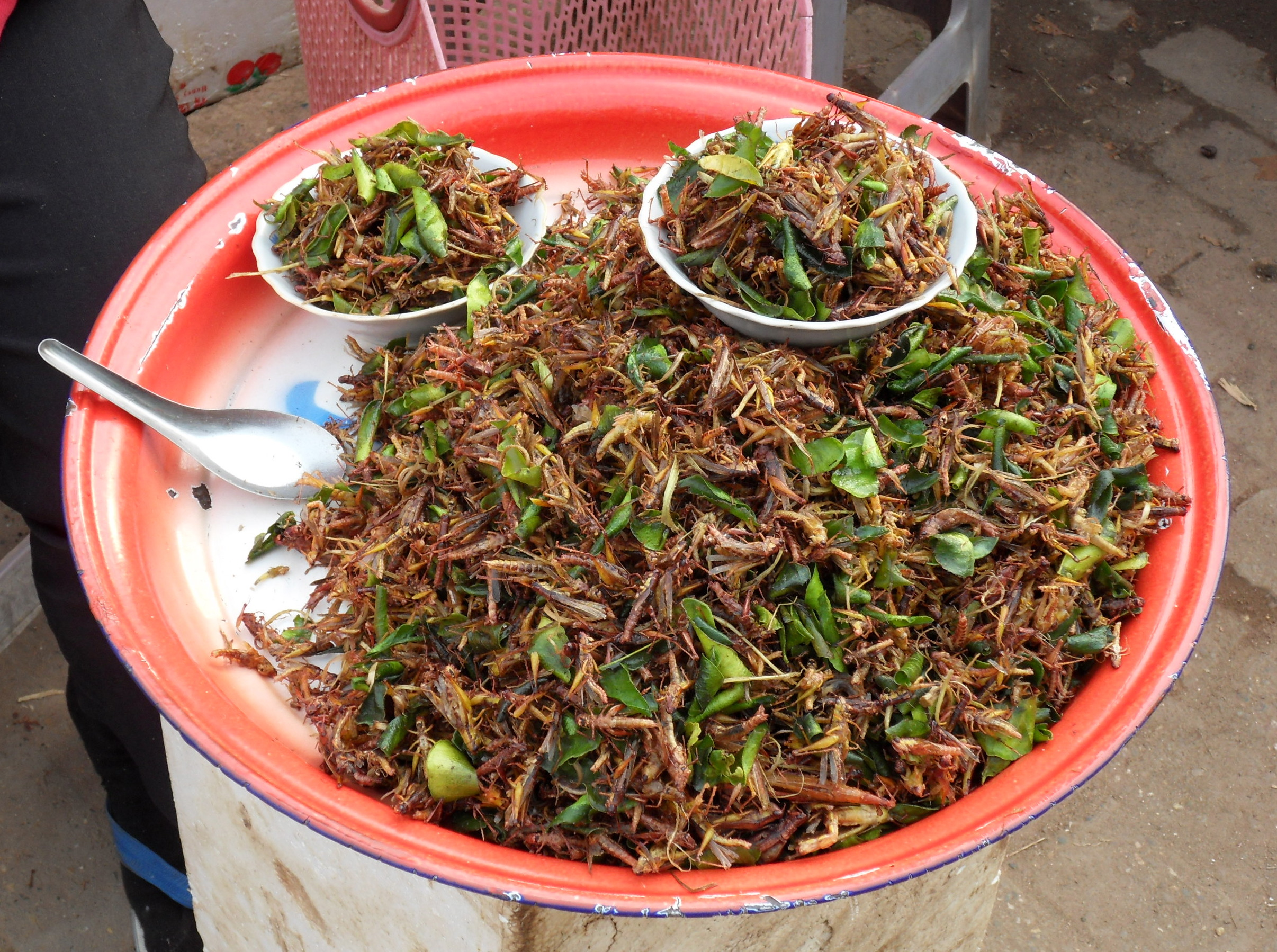
Sauterelles frites en vente à Vientiane (février 2010).

- Dundubia intemerata, une espèce de cigale, est consommée bouillie, ce qui fait considérer sa consommation plus proche de celle d’un légume que d’un animal[60]. La larve de Oryctes rhinoceros est cuite dans du lait de noix de coco pendant une heure avant d’être rôtie. La grande nèpe, Lethocerus indicus est très recherchée ; bouillie avec des crevettes, son goût rappelle le gorgonzola.
- Une sauce très populaire également, nommée namphla est un mélange de crevettes, de jus de citron, d’ail, de poivre et de Lethocerus indicus.
- Deux grandes araignées sont aussi consommées : Nephila pilipes, consommée crue ou rôtie, et Melopoeus albostriatus, consommée après avoir enlevé les chélicères et les poils.

#### Qatar
Le pays interdit la consommation des insectes en vertus de règles religieuses.

### En Océanie

#### Australie
Les Aborigènes d'Australie sont connus pour se nourrir de différentes larves, comme les witchetty grubs ou Endoxyla leucomochla, crues ou cuites sous le sable et la cendre. Le bogong, de la montagne du même nom, était particulièrement apprécié. Dans le livre The Moth Hunter, Josephine Flood décrit de véritables festins à base de plusieurs espèces d'insectes. Le bogong est cuit sous le sable, ses pattes et ses ailes tombent, puis la tête est retirée. Il ne reste alors que l'abdomen charnu, qui est ensuite bouilli ou utilisé pour faire des gâteaux. Certaines ouvrières d'espèces de fourmis appelées fourmis pot-de-miel, comme Camponotus inflatus, conservent du miellat dans leur abdomen pour nourrir leurs congénères. Elles sont très appréciées par les Aborigènes qui les considèrent comme des sucreries.
Ils consomment aussi les chenilles de Endoxyla leucomochla qui parasitent les racines de Acacia kempeana.

#### Nouvelle-Calédonie
En Nouvelle-Calédonie, on consomme le ver de bancoule, larve pouvant mesurer 8 cm de long sur 2 cm de diamètre et se nourrissant du bois du bancoulier. Une fête annuelle lui est consacrée à Farino.

### En Europe
La consommation d’insectes n'est pas à proprement parler courante actuellement dans les pays européens. Les insectes y sont davantage perçus comme d’utiles recycleurs que comme une source de nourriture. Toutefois, le miel est très largement consommé. Le miellat, qui provient d'excréments de pucerons régurgités par des abeilles, est très prisé dans les pays anglo-saxons.
Selon certains anthropologues, cette incongruité transgressive « est une réaction essentiellement culturelle propre à la civilisation occidentale et, en partie, à l’islam et au judaïsme. Il est proscrit de manger tout animal susceptible d’avoir lui-même mangé de la chair humaine, un tabou à rapprocher de celui du cannibalisme. Les insectes, leurs larves et les autres animaux vivant dans la terre sont supposés nécrophages, tout comme les carnivores tels les renards, les chiens, les rats, les corbeaux, les rapaces, etc. Ils sont donc « immangeables » hors périodes de crise (famines, guerres)[Pas dans la source] ».
En revanche, dans l'Antiquité, les Grecs appréciaient les cigales et les Romains les larves de scarabées.
Des insectes (ou des araignées et autres arachnides) ont aussi été consommés en Occident parce qu’on leur prêtait des vertus médicinales. Ainsi, un manuel de médecine de 1760 signé par le Dr Watson indique que la consommation d'araignées accompagnées de raisin ou de pain et de beurre soigne mieux le paludisme que le quinquina.
Les larves de la mouche du fromage servent à l'affinage du casu marzu, mais on emploie plus volontiers des acariens comme les cirons pour l'artison, la mimolette ou certaines tommes, et d'autres espèces comme Tyrophagus casei pour le milbenkäse.
Depuis 2013, l’association International Platform of Insects for food and feed (IPIFF), regroupant différents industriels internationaux du domaine, travaille sur l’évolution du cadre législatif européen et recense les bonnes pratiques industrielles de production en masse d’insectes.
L’Anses, dans son avis du 12 février 2015, met notamment en garde sur les risques allergènes liés à la consommation d’insectes comestibles et recommande que plus d’études scientifiques soient menées à cet égard.

#### Allemagne
Jusqu'au milieu du XXe siècle, la soupe de hannetons était encore un plat connu en Allemagne et en France. En 1844, dans la publication médicale allemande Magazin für Staatsarzneikunde, le médecin Johann Schneider recommande cette soupe au goût proche de la bisque de crabe comme un « plat excellent et fortifiant ». Pour la préparer, il faut capturer, laver, écraser au mortier, cuire à la poêle avec du beurre et finalement faire revenir dans du bouillon pas moins de trente coléoptères par personne. Il ajoute que les hannetons confits au sucre sont un dessert apprécié des étudiants.
Dans certaines grandes villes, comme à Berlin, on trouve néanmoins quelques restaurants qui proposent des insectes. Des sauterelles rôties, dont le goût rappelle les chips de pomme de terre et les cacahuètes, ont été proposées aux visiteurs de l'Exposition universelle de 2000 à Hanovre, mais peu s'y sont risqués. À Bressanone, dans le Tyrol du Sud, des sauterelles ont été vendues au marché au moins en 2001.
Selon un sondage réalisé par le Comité général des étudiants de l'université de Münster auprès de plus de 9 000 étudiants, 28 % des personnes interrogées aimeraient goûter des insectes une fois dans leur vie. Si la cafétéria servait occasionnellement des insectes, la majorité des étudiants (57 %) ne changeraient pas leurs habitudes et continueraient d'y aller aussi régulièrement, tandis que 22 % l'éviteraient ; 7 % répondent qu'ils iraient plus souvent à la cafétéria,.

#### France
La Fédération française des producteurs, importateurs et distributeurs d'insectes (FFPIDI) est chargée du développement et de la structuration de la filière insectes. Elle s'attache à apporter des garanties pour le consommateur, qu'il s'agisse de traçabilité comme de qualité des produits. Elle regroupe plus de 100 membres représentant près de 600 emplois.
Le Forum des Entomovores vise à rassembler tous les consommateurs d'insectes à travers le monde, l'objectif étant de lancer le mouvement entomovore, au même titre que d'autres convictions alimentaires (alimentation biologique, végétarisme, locavorisme, Slow Food, freeganisme, etc.).
Bruno Comby publie en 1989 Délicieux insectes, les protéines du futur, mais c'est vingt ans plus tard que démarrera la vente d'insectes comestibles en France. La première boutique et site de vente en ligne d'insectes comestibles dans ce pays arrivera en 2009 avec le site insectescomestibles. Depuis, d'autres entreprises se sont lancées sur le créneau :
- En 2011, Micronutris crée le premier élevage d'insectes comestibles en France, à Toulouse ; Ÿnsect crée des produits pour l'alimentation des animaux ; ACRS devient le premier grossiste en insectes comestibles.
- En 2012, la start-up Jimini's fait de l'import d'insectes de l'UE pour les assaisonner ensuite en Normandie. En 2014, le chiffre d'affaires de la filière dépasse le million d'euros[76].
- En 2015, Minus Farm, une micro-ferme urbaine d'élevage d'insectes à Marcq-en-Barœul, dans la métropole lilloise. Elle élève et transforme trois espèces d'insectes : le ténébrion meunier, le grillon domestique et le criquet migrateur. L'entreprise a une démarche écologique : les insectes sont nourris avec de la nourriture « bio » provenant d'agriculteurs locaux, privilégiant donc les circuits courts. Elle a pour but de promouvoir l'entomophagie en France.
- En 2021, Agronutris reçoit le premier Novel Food[pas clair] autorisant la commercialisation d'insectes pour l'alimentation humaine en Europe.

Il a été annoncé en 2015 l'ouverture en région parisienne de la première usine européenne de production d'insectes. Cette introduction d'insectes dans l'alimentation animale viserait notamment à se départir de la dépendance de l'Europe au soja importé d'Amérique du Sud pour nourrir les volailles.
En 2016, à la suite de décisions administratives entravant leur activité économique, certaines entreprises délocalisent vers la Belgique ou le Royaume-Uni[réf. nécessaire].

#### Suisse
Selon une porte-parole de l'Office fédéral de la sécurité alimentaire et des affaires vétérinaires, la Suisse est le premier pays en Europe à autoriser la consommation d'insectes en tant que denrée alimentaire depuis le 1er mai 2017. La loi locale autorise la consommation humaine de trois espèces d'insectes (grillons, sauterelles, criquets migrateurs et vers de farine) qui sont proposées dans des burgers conçus avec des vers de farine ou des boulettes aux insectes. Ces insectes, à l'origine destinés aux animaux, doivent être issus de la quatrième génération pour être considérés comme comestibles par l'humain.

## Par ordres et espèces

### Lescoléoptères
Différentes espèces de coléoptères sont consommées par l'humain.
- Les ténébrions, ou vers de farine
  - Le ténébrion meunier, Tenebrio molitor, est un insecte très commun dans les entrepôts de grains et les boulangeries, ce qui explique son appellation courante : « ver de farine ». On considère que seule la larve est comestible. L'insecte adulte est un coléoptère noir de 1 à 2 cm. La larve peut être dégustée comme apéritif et possède un goût très fin qui s'apparente à celui de la noix.
- Curculionidae
  - Rhynchophorus phoenicis (larve) : Angola, République Congo Brazzaville ?
- Dynastinae
  - Oryctes rhinoceros : Laos.

### Lesdiptères
- Chaoboridae
  - Chaoborus edulis : Malawi.

### Leshémiptères

#### Leshomoptères
- Cicadidae
  - Dundubia intemerata Walker, 1857 : Laos.
- Le "carmin de cochenille" est un colorant alimentaire.

#### Leshétéroptères
- Belostomatidae
  - Lethocerus indicus Lepeletier & Serville, 1825 : Asie du Sud-Est.
- Corixidae
  - Corisella mercenaria (Say, 1832) : Mexique.

### Leshyménoptères
- Xylocopa confusa Perez, 1901 : Asie du Sud-Est.
- X. latipes : Asie du Sud-Est.
- Trichona sp. : Asie du Sud-Est.
- Eumenes petiolata : Asie du Sud-Est.
- larve de guêpes sociales
  - Vespa cincta : Asie du Sud-Est.
  - Polistes hebraeus
- Formicidae
  - Oecophylla smaragdina (Fabricius, 1775) : Papouasie-Nouvelle-Guinée.

### Lesisoptères
- Macrotermes subhyalinus en Angola.

### Leslépidoptères
- Cossidae
  - Zeuzera coffeae Nietner, 1861 : Asie du Sud-Est.
- Saturniidae
  - Cirina forda (chenille) : République démocratique du Congo, Nigéria.
  - Gonimbrasia belina : Sud de l’Afrique.
  - Gynanisa maja : Malawi.
  - Usta terpsichore (chenille) : Angola.
- Notodontidae
  - Anaphe venata : Nigéria.

### Lesorthoptères
- Acrididae
  - Schistocerca gregaria : Afrique du Nord, Moyen-Orient.

Les sauterelles sont consommées pratiquement partout en Afrique, et ce depuis l'Antiquité ; les Éthiopiens en faisaient provision au printemps pour s'en nourrir toute l'année. Le criquet nomade est apprécié en Afrique australe et à Madagascar. Le criquet migrateur (Locusta migratoria Linnaeus, 1758) est très apprécié par les populations sahariennes, d'autant que l'islam recommande sa consommation : « Celui qui ne mange pas de mes criquets, de mes chameaux et de mes tortues, n'est pas digne de moi dit le prophète ».

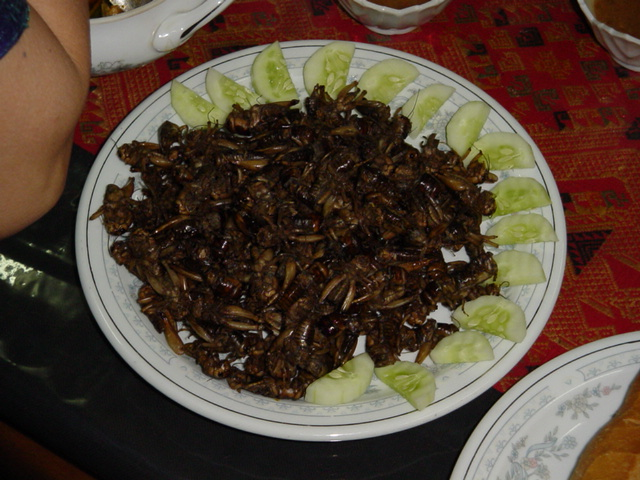
Les grillons peuvent faire partie de la cuisine laotienne.

- Gryllotalpidae (courtilières) : En Asie, elles sont consommées frites, et considérées comme plutôt délicieuses.
- Gryllidae (grillons) : consommés frits en Asie du Sud-Est

### Autres arthropodes apparentés aux insectes

#### Lesaraignées
- Nephilidae
  - Nephila pilipes (Fabricius, 1793): Laos.
- Theraphosidae
  - Haplopelma albostriatum (Simon, 1886) : Asie du Sud-Est.

#### Lesacariens
- Les acariens du fromage et notamment le Ciron de la farine, une fois saupoudré au-dessus de certains fromages permettent leur affinage et leur donnent du goût à l'instar de la Mimolette vieille.
- De manière générale, tout le monde consomme inconsciemment des acariens au quotidien, bien que cela ne représente qu'une valeur énergétique insignifiante.

## Risques
Des risques d'allergie existent, ou comme pour d'autres types d'élevage des risques de contamination via la nourriture ou le milieu d'élevage sont possibles.